# Me li mangio vivi!
Me li mangio vivi! (Le boulanger de Valorgue) è un film del 1953 diretto da Henri Verneuil.

## Trama
In un borgo francese Justin, il figlio di un fornaio, corteggia Françoise, la figlia di un droghiere. Justin un giorno riceve la chiamata al servizio militare ed è costretto a partire per l'Africa del Nord.
Justin lascia improvvisamente il villaggio. Anche Françoise lascia il villaggio e vi rientra dieci mesi più tardi con un bambino in braccio. Justin viene subito accusato di essere il padre del neonato, e nel villaggio scoppia immediatamente una sorta di rivoluzione che divide in due la cittadinanza; coloro che stanno dalla parte del fornaio, definiti les boulangeristes, e quelli che stanno dalla parte del droghiere, definiti les épiciéristes: perciò non passa giorno nel quale nel paese una volta tranquillo avvengono ripicche e litigi. La situazione rischia di degenerare quando il panettiere si rifiuta di consegnare il pane giornalmente alla drogheria "rivale", rischiando così di far morire di fame l'intero villaggio.
Le autorità effettuano un tentativo di far mettere in funzione il forno comunale per la produzione dell'importante alimento, e affidarlo in gestione a un fattore, il quale però ha il grave difetto di essere balbuziente; non riesce a farsi comprendere dalla gente, già con i nervi tesi per conto proprio, e una sera per dimenticare le incomprensioni il fattore si ubriaca e provoca un incendio che riduce il forno in cenere. Il problema raggiunge l'acme quando Françoise, esasperata dalla situazione, decide di portare in Italia il bambino dai suoi familiari; nel frattempo le autorità decidono di requisire il forno del panettiere per assicurare le provvigioni giornaliere. Sarà però proprio quest'ultimo a convincere la giovane madre dell'affetto paterno che prova dentro di sé per lei e così la ragazza decide di rientrare nel villaggio.
Dal canto suo, Justin, rimasto all'oscuro di tutto, riceve una richiesta del sindaco per rientrare precipitosamente nel villaggio; arrivato lì è il padre che gli spiega per filo e per segno l'intera situazione. Le due famiglie si riconciliano tra feste, canti e danze, e alla fine i due giovani si uniscono in matrimonio.

## Produzione
Le riprese del film vennero effettuate negli studi Franstudio di Saint-Maurice tra il 22 settembre e il 15 novembre del 1952, per le parti esterne si sono svolte a Mimet (chiamata nel film Valorgue), Fuveau e a Simiane (la stazione ferroviaria). In Francia ebbe il visto di censura n. 13.170 e venne proiettato il 27 febbraio 1953. In Italia ottenne il visto di censura n. 14.392 del 22 maggio 1953 ed ebbe la prima proiezione il 25 maggio 1953.

### Altri tecnici
- Assistente al montaggio: L. Moutry
- Aiuto regista: Gérard Ducaux-Rapp
- Operatore: Marcel Franchi
- Assistenti operatori: Jean Castagnier e J. Chotel
- Direttore delle locations: Charles Auvergne
- Organizzatore generale: Paul Laffargue
- Direttore di produzione: Walter Rupp
- Segretario di produzione: M. Chevallier
- Segretaria di edizione: Charlotte Pecqueux-Lefèbvre
- Decoratori set: Robert Giordani e Jean Mandaroux
- Assistente decoratori set: Jacques D'Ovidio
- Trovarobe: Louis Charpeaux
- Fonico: William Robert Sivel
- Microfonisti: Arthur van der Meeren e Pierre Zann
- Fotografo di scena: Gaston Thonnart

Originariamente uscita in bianco e nero, è presente una versione colorizzata.

## Edizione italiana

### Doppiaggio
Nell'edizione francese alcuni attori, come Leda Gloria, parlano italiano. Per l'adattamento dell'edizione italiana, per gli attori che parlavano in italiano nel film, è stato deciso di doppiarli in spagnolo